# Opel RAK e
Der Opel RAK e ist ein zweisitziges, vollelektrisches Konzeptfahrzeug des deutschen Automobilherstellers Opel.

## Beschreibung
Der Öffentlichkeit vorgestellt wurde der RAK e erstmals auf der 64. Internationalen Automobil-Ausstellung (IAA) in Frankfurt 2011.
Der Name RAK e nimmt Bezug auf den raketengetriebenen Opel RAK2 aus dem Jahre 1928.
Entwickelt und designt wurde das Fahrzeug in Zusammenarbeit mit KISKA, den Designern des KTM X-Bow.
Das besondere an diesem Fahrzeug ist zum einen die Cockpithaube, die gleichzeitig als Ein- bzw. Ausstieg dient und sich automatisch öffnet bzw. schließt. Zum anderen ist die Hinterachse wesentlich kürzer als die Vorderachse: Die beiden Hinterräder liegen aufgrund dieser kurzen Hinterachse so dicht nebeneinander, dass man beim RAK e schon fast von einem Threewheeler sprechen kann.